# Variant Call Format
Le Variant Call Format ou VCF est un format d'un fichier texte utilisé en bioinformatique pour stocker les variations de séquences génétiques. Le format VCF est développé en 2010 pour le Projet 1000 Genomes et est depuis utilisé par d'autres projets de génotypage et de séquençage de l'ADN à grande échelle,. Les formats préexistants pour stocker les séquences génétiques, tels que le format général des caractéristiques (GFF), conservaient des données redondantes car partagées entre les génomes. Le format VCF permet de ne stocker que la différence ou l'absence de différence par rapport à un génome de référence et, est un format de sortie courant pour les programmes d'appel de variants en raison de sa simplicité relative et de son évolutivité,.
La norme est actuellement la version 4.5,, bien que le Projet 1000 Genomes a développé sa propre spécification pour les variations structurelles telles que les duplications, qui ne sont pas facilement prises en compte dans le schéma existant.
D'autres formats de fichiers ont été développés sur la base du VCF, notamment leGenomic VCF (gVCF). gVCF est un format étendu qui comprend des informations supplémentaires sur les « blocs » qui correspondent à la référence et sur leurs qualités. Un ensemble d'outils est également disponible pour l'édition et la manipulation des fichiers,, notamment VCFtools, qui a été publié en même temps que le format VCF en 2011, et BCFtools, qui a été inclus dans SAMtools jusqu'à ce qu'il soit divisé en un package indépendant en 2014, ..

## Exemple
```
##fileformat=VCFv4.3
##fileDate=20090805
##source=myImputationProgramV3.1
##reference=file:///seq/references/1000GenomesPilot-NCBI36.fasta
##contig=<ID=20,length=62435964,assembly=B36,md5=f126cdf8a6e0c7f379d618ff66beb2da,species="Homo sapiens",taxonomy=x>
##phasing=partial
##INFO=<ID=NS,Number=1,Type=Integer,Description="Number of Samples With Data">
##INFO=<ID=DP,Number=1,Type=Integer,Description="Total Depth">
##INFO=<ID=AF,Number=A,Type=Float,Description="Allele Frequency">
##INFO=<ID=AA,Number=1,Type=String,Description="Ancestral Allele">
##INFO=<ID=DB,Number=0,Type=Flag,Description="dbSNP membership, build 129">
##INFO=<ID=H2,Number=0,Type=Flag,Description="HapMap2 membership">
##FILTER=<ID=q10,Description="Quality below 10">
##FILTER=<ID=s50,Description="Less than 50% of samples have data">
##FORMAT=<ID=GT,Number=1,Type=String,Description="Genotype">
##FORMAT=<ID=GQ,Number=1,Type=Integer,Description="Genotype Quality">
##FORMAT=<ID=DP,Number=1,Type=Integer,Description="Read Depth">
##FORMAT=<ID=HQ,Number=2,Type=Integer,Description="Haplotype Quality">
#CHROM POS      ID         REF   ALT    QUAL  FILTER   INFO                             FORMAT       NA00001         NA00002          NA00003
20     14370    rs6054257  G     A      29    PASS    NS=3;DP=14;AF=0.5;DB;H2           GT:GQ:DP:HQ  0|0:48:1:51,51  1|0:48:8:51,51   1/1:43:5:.,.
20     17330    .          T     A      3     q10     NS=3;DP=11;AF=0.017               GT:GQ:DP:HQ  0|0:49:3:58,50  0|1:3:5:65,3     0/0:41:3
20     1110696  rs6040355  A     G,T    67    PASS    NS=2;DP=10;AF=0.333,0.667;AA=T;DB GT:GQ:DP:HQ  1|2:21:6:23,27  2|1:2:0:18,2     2/2:35:4
20     1230237  .          T     .      47    PASS    NS=3;DP=13;AA=T                   GT:GQ:DP:HQ  0|0:54:7:56,60  0|0:48:4:51,51   0/0:61:2
20     1234567  microsat1  GTC   G,GTCT 50    PASS    NS=3;DP=9;AA=G                    GT:GQ:DP     0/1:35:4        0/2:17:2         1/1:40:3

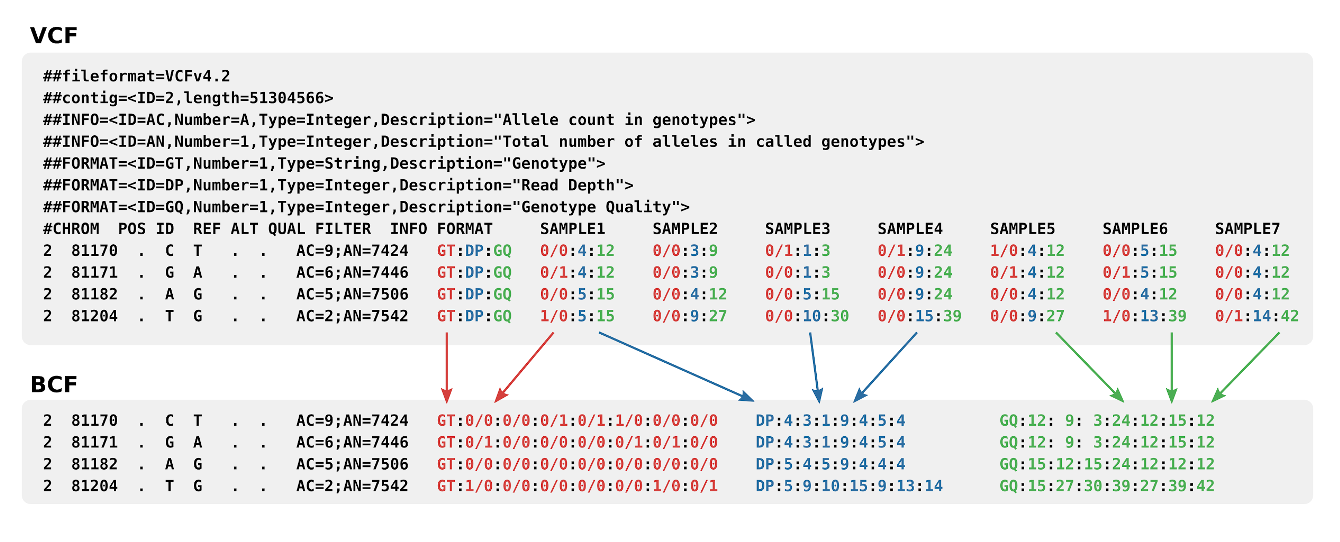
Démonstration de la différence entre les formats binaires BCF et VCF.

```

## En-tête d'un fichier VCF
L'en-tête commence le fichier et fournit des métadonnées décrivant le corps du fichier. Les lignes d'en-tête sont indiquées comme commençant par# . Les mots-clés spéciaux dans l'en-tête sont indiqués par ## . Les mots clés recommandés incluent fileformat, fileDate et reference.
L'en-tête contient des mots-clés qui décrivent éventuellement sémantiquement et syntaxiquement les champs utilisés

## Colonnes d'un fichier VCF
Le corps du VCF suit l'en-tête, et est séparé par une tabulation en 8 colonnes obligatoires et un nombre illimité de colonnes optionnelles qui peuvent être utilisées pour enregistrer d'autres informations sur le ou les échantillons. Lorsque des colonnes supplémentaires sont utilisées, la première colonne facultative est utilisée pour décrire le format des données dans les colonnes suivantes.
|   | Nom              | Brève description (voir les spécifications pour plus de détails). |
| - | ---------------- | --- |
| 1 | CHROM            | Le nom de la séquence (généralement un chromosome) sur laquelle la variation est appelée. Cette séquence est généralement appelée « séquence de référence », c'est-à-dire la séquence par rapport à laquelle l'échantillon donné varie.                                |
| 2 | POS              | Position en base 1 de la variation sur la séquence donnée. |
| 3 | ID (identifiant) | L'identifiant de la variation, par exemple un identifiant dbSNP (en) rs, ou un « . » s'il est inconnu. Les identifiants multiples doivent être séparés par des points-virgules sans espace blanc.                                                                      |
| 4 | REF              | La base de référence (ou les bases dans le cas d'un indel) à la position donnée sur la séquence de référence donnée. |
| 5 | ALT              | Liste des allèles alternatifs à cette position. |
| 6 | QUAL             | Un score de qualité associé à l'inférence des allèles donnés. |
| 7 | FILTER           | Un drapeau indiquant, parmi un ensemble donné de filtres, celui auquel la variation a échoué ou PASS si tous les filtres ont été passés avec succès. |
| 8 | INFO             | Une liste extensible de paires clé-valeur (champs) décrivant la variation. Voir ci-dessous les champs les plus courants. Les champs multiples sont séparés par des points-virgules et des valeurs facultatives dans le format suivant : <key>=[,data] : <key>=[,data]. |
| 9 | FORMAT           | Une liste extensible (facultative) de champs pour décrire les échantillons. Voir ci-dessous pour quelques champs communs. |
| + | SAMPLES          | Pour chaque échantillon (facultatif) décrit dans le fichier, des valeurs sont données pour les champs répertoriés dans FORMAT |

## Champs de la section INFO fréquemment utilisés
Les clés arbitraires sont autorisées, bien que les sous-champs suivants soient réservés (mais facultatifs) :
| Nom       | Brève description |
| --------- | --- |
| AA        | Allèle ancestral |
| AC        | Nombre d'allèles dans les génotypes, pour chaque allèle de l'ALT, dans le même ordre que celui de la liste                                                                      |
| AF        | Fréquence des allèles pour chaque allèle de l'ALT dans le même ordre que celui de la liste (à utiliser en cas d'estimation à partir de données primaires, et non de génotypes). |
| AN        | Nombre total d'allèles dans les génotypes appelés |
| BQ        | Qualité de base RMS à cette position |
| CIGAR     | Chaîne CIGAR[réf. à confirmer] décrivant comment aligner un allèle alternatif sur l'allèle de référence                                                                         |
| DB        | Appartenance à dbSNP |
| DP        | Profondeur combinée sur l'ensemble des échantillons, par exemple DP=154 |
| END       | Position finale du variant décrit dans cet enregistrement (à utiliser avec des allèles symboliques)                                                                             |
| H2        | Appartenance à hapmap2 |
| H3        | Appartenance à hapmap3 |
| MQ        | Qualité de cartographie RMS, par ex. QM=52 |
| MQ0       | Nombre de MAPQ == 0 lectures couvrant cet enregistrement |
| NS        | Nombre d'échantillons avec des données |
| SB        | Biais de brin à cette position |
| SOMATIC   | Indique que l'enregistrement est une mutation somatique, pour la génomique du cancer                                                                                            |
| VALIDATED | Validé par une expérience de suivi |
| 1000G     | Adhésion à 1000 génomes |

Tous les autres champs d'informations sont définis dans l'en-tête .vcf.

## Champs de la section FORMAT fréquemment utilisés
| Nom | Brève description                                                                 |
| --- | --------------------------------------------------------------------------------- |
| AD  | Profondeur de lecture pour chaque allèle                                          |
| ADF | Profondeur de lecture pour chaque allèle sur le brin avant                        |
| ADR | Profondeur de lecture pour chaque allèle sur le brin arrière                      |
| DP  | Profondeur de lecture                                                             |
| EC  | Nombre attendu d'allèles alternatifs                                              |
| FT  | Filtre indiquant si ce génotype a été « appelé »                                  |
| GL  | Vraisemblances du génotype                                                        |
| GP  | Probabilités postérieures du génotype                                             |
| GQ  | Qualité conditionnelle du génotype                                                |
| GT  | Génotype                                                                          |
| HQ  | Qualité de l'haplotype                                                            |
| MQ  | Qualité de la cartographie RMS                                                    |
| PL  | Vraisemblances du génotype à échelle prédite, arrondies à l'entier le plus proche |
| PQ  | Qualité de la mise en phase                                                       |
| PS  | Ensemble de phases                                                                |

Tous les autres champs de format sont définis dans l'en-tête .vcf.
La spécification VCF n'est plus maintenue par le Projet 1000 Genomes. En effet, les variations structurelles telles que les duplications ne sont pas gérées par le format VCF de manière optimale. Le groupe qui dirige la gestion et l'expansion du format est l'équipe de format de fichier du flux de travail à grande échelle de l'Alliance mondiale pour la génomique et la santé (GA4GH),.